# ОШ „Никола Тесла” Нови Сад
ОШ „Никола Тесла” једна је од основних школа у Новом Саду. Налази се у улици Футошки пут 25а. Назив је добила по Николи Тесли, српском и америчком проналазачу, инжењеру електротехнике и машинства и футуристи, најпознатијем по свом доприносу у пројектовању модерног система напајања наизменичном струјом. 

## Историјат
Почетком 20. века су се на Телепу градиле фабрике „Југодент”, „Југоалат” и „Ливац” које су утицале на повећање броја становника на шест хиљада. Из тог разлога је градски народни одбор 1955. донео одлуку о изградњи нове школе на Телепу. Од 1. марта 1955. до 18. децембра 1956. је завршено осам учионица и хол, а остали део зграде је довршен до краја 1957. године. Народни одбор је на седници 21. децембра 1956. донео решење о оснивању нове, дванаесте по реду, осмогодишње школе у Новом Саду која у свом саставу има паралелна одељења на српском и мађарском језику. У Основну школу „Никола Тесла” се 27. децембра 1956. усељава 597 ученика и преко двадесет учитеља и наставника. Настава се одвијала у две смене са шеснаест одељења, док су два одељења била у трећој смени. Било је десет нижих и осам виших одељења са укупно 597 ученика. Данас броји тридесет и осам одељења, 848 ученика и 101 запосленог. Сврстана је међу најбезбедније школе у граду, двориште је изоловано од могућности уласка нежељених субјеката, имају физичко обезбеђење које финансирају родитељи, као и алармни систем. У предњем делу дворишта је смештен парк за који су добили разна признања међу којима је и Октобарска награда Новог Сада.